# Каммерер, Пауль
Пауль Каммерер (нем. Paul Kammerer; 17 августа 1880, Вена, Австрия — 23 сентября 1926, Пухберг-ам-Шнеберг) — австрийский зоолог. Известен благодаря опытам, в которых он пытался разводить земноводных в условиях среды, не совпадающих с их естественными условиями обитания. Каммерер изучал эффекты такого воздействия на получающемся потомстве с целью доказать ламаркистскую теорию наследования приобретённых признаков.
Результаты этих опытов были признаны сфальсифицированными или просто ошибочными.
Через шесть недель после публикации статьи в научном журнале «Nature», доказывающей фальсификацию результатов его опытов, Каммерер покончил жизнь самоубийством.

## Биография
Родился 17 августа 1880 года в Вене.
В 1904 году окончил Венский университет, где потом преподавал экспериментальную морфологию.
В 1902-1923 годах работал в Институте экспериментальной биологии АН Австрии

## Опыты
В своих опытах Каммерер выращивал различных земноводных в нехарактерных для них условиях среды. Так протеев, живущих в пещерах, в опытах выращивали на свету. В результате у протеев развивались глаза в большей степени, чем в нормальном состоянии, а кожа приобретала более темный цвет. Вместо живорождения они стали класть яйца. Каммерер считал эти признаки, проявляющиеся под воздействием внешней среды, наследуемыми. Однако на самом деле это пример ненаследуемой модификационной изменчивости.
В опытах с огненными саламандрами Каммерер выращивал личинок на субстратах разной окраски и у них, в зависимости от цвета субстрата, преобладала либо жёлтая, либо чёрная окраска. В последующих поколениях этот эффект усиливался. Однако, интерпретация Каммерером подобных изменений (в действительности также являющихся модификационной изменчивостью) как наследования приобретенных признаков была результатом методических ошибок в построении эксперимента — использования генетически-разнородных особей и последующий «бессознательный искусственный отбор».
В 1920-х годах Каммерер подвергался критике как за политические убеждения, так и за опыты. Его выступления в нескольких ведущих университетах США привели к возникновению острой полемики в СМИ, от которой ему постоянно приходилось защищаться.
В 1926 году Каммерер по приглашению советского правительства, учитывавшего социалистические его взгляды, намеревался насовсем переехать в СССР на работу в собственной лаборатории в Коммунистической академии.

Как отмечает В. Н. Сойфер
Но в этот момент его ближайший и облечённый доверием лаборант был уличен в мошенничестве. Он был схвачен буквально за руку в момент, когда впрыскивал под кожу бедным саламандрам, сидевшим в клетках на чёрном песке, тушь. Ларчик с загадками «правильного наследования» открылся. Тень обвинения в мошеннических устремлениях падала, естественно, и на самого Каммерера. Будучи крайне уязвлен этим обстоятельством, он покончил с собой.

## Интересные факты
- Одновременно с изучением зоологии в Венском университете изучал контрапункт в Венской консерватории у Роберта Фукса, однако интерес к науке перевесил.
- Страстью Каммерера было собирание совпадений. Он опубликовал книгу под названием Das Gesetz der Serie (Закон серий), в которой перечислял приблизительно 100 историй с совпадениями, которые привели его к формулированию «теории серийности». Он постулировал, что все события связаны волнами серийности. Эти силы вызывают то, что мы воспринимаем как пики, то есть группы событий и совпадения. Каммерер, например, был известен тем, что делал записи в парках о количестве проходящих мимо людей, проносимых мимо зонтов и тому подобное. Отзываясь о его книге, Эйнштейн назвал идею серийности «интересной и ни в коем случае не абсурдной».
- Завещал свою научную библиотеку Коммунистической академии[12].

## Фильм «Саламандра»
В 1928 году Григорий Рошаль по сценарию Анатолия Луначарского снял художественный фильм «Саламандра», сюжет которого был основан на биографии Каммерера.

## Работы
- Bestimmung und Vererbung des Geschlechtes bei Pflanze, Tier und Mensch (1913);
- Allgemeine Biologie (1915);
- Des Gesetz der Serie (1919);
- Breeding experiments on the inheritance of acquired characters (статья в «Nature» 12 мая 1923 г.);
- The Inheritence of Acquired Characteristics (1924);
- Neuvererbung oder Vererbung erworbener Eigenschaften (1925);
- Der Artenwandel auf Inseln und seine Ursachen (1926).

### Работы, переведенные на русский язык
- Омолаживание и долговечность, Петербург-Берлин, 1922 г.;
- Общая биология, М.-Л., 1925 г.;
- Смерть и бессмертие, М.-Л., 1925 г.;
- Пол, размножение и плодовитость. Биология воспроизведения, Л., 1927 г.;
- Загадка наследственности. Основы общей теории наследственности, М.-Л., 1927 г.